# Posev
Posev (bulgariska: Посев) är ett distrikt i Bulgarien.   Det ligger i kommunen Obsjtina Kajnardzja och regionen Silistra, i den nordöstra delen av landet, 400 km öster om huvudstaden Sofia.
Trakten runt Posev består till största delen av jordbruksmark. Runt Posev är det ganska glesbefolkat, med 34 invånare per kvadratkilometer.